# Katrin Dahl Jakobsen
Katrin Elisabeth Dahl Jakobsen (født 20. maj 1951 i Tórshavn) er en færøsk lærer og politiker (JF).
Efter eksamen ved Trondheim lærerhøgskole i 1982 har hun undervist ved en grundskole i Norge 1982–1984, derefter ved Eysturskúlin i Tórshavn siden 1984. Hun er enke efter Martin Jakobsen, kaldet Martin á Bakka, en af grundlæggerne af havbrugsselskabet p/f Bakkafrost, hvor hun stadig er aktionær. Jakobsens nevø Regin Jacobsen er koncernchef i selskapet.
Jakobsen var indvalgt i Lagtinget fra Suðurstreymoy 1998–2004, 2. suppleant 2004–2008 og valgt fra Færøernes fælles valgkreds 2008–2011. I Lagtinget var hun medlem af kulturudvalget 1998–2004 (formand 1998–2000) og formand for erhvervsudvalget 2008–2011. I 2010 meddelte Jakobsen at hun ikke ville søge genopstille ved valget året efter. Jakobsen var medlem af kommunalbestyrelse i Tórshavn 2005–2007.